# Hova
Els hova, o plebeus lliures, eren una de les tres principals castes històriques del Regne Merina de Madagascar, juntament amb els andriana (nobles) i els andevo (esclaus). El terme hova s'aplicava, en origen, a tots els membres d'un clan malgaix (possiblement del poble zafiraminia) que van emigrar a les Terres altes centrals des de la costa sud-est de l'illa al voltant del segle xv i van absorbir la població de Vazimba. Andriamanelo (1540-1575) va consolidar el seu poder quan va unir molts dels caps hova sota el seu govern al voltant d'Antananarivo. El terme Hova es va fer servir al llarg del segle xx, encara que alguns estrangers van transliterar aquesta paraula com ankova, cada vegada més utilitzada des del segle xix.
A partir del segle xvi, van ser introduïts els esclaus en els diferents regnes de Madagascar i van sorgir els estrats regne Merina. Els hova van aparèixer com la casta lliure dels plebeus per sota de la jerarquia dels nobles. Els hova relacionats amb el rei per sang es van anomenar andriana. L'estructura social del nou regne es va definir encara més sota el govern de Ralambo (1575-1612), fill d'Andriamanelo, qui va subdividir els andriana en quatre rangs. Ralambo va ser també el primer en utilitzar el terme Imerina (terra dels Merina) per descriure la terra ocupada pel poble hova, que després van adoptar gradualment la identitat i l'etiqueta de Merina.
Els guerrers i soldats a la societat Merina tradicionalment eren escollits dins i de la casta andriana o dels nobles. Encara que al segle xix, quan Merina va conquistar els altres regnes i va governar la major part de l'illa, al necessitar un exèrcit molt més gran, entre els soldats també s'incloïa la casta hova. L'ocupació tradicional de la casta hova era gestionar els arrossars i cultius com propietaris i comerciants. El treball a les granges i altres servituds eren desenvolupats per la casta dels andevo (esclau), els qui tenien negat el dret a la propietat de la terra. Una persona dels hova podria ser reduïda a l'esclavitud per delictes o per un deute en defecte, i passava a anomenar-se com a zaza-hova.
Els estrats Andriana, Hova i Andevo eren endogàmics en la societat Merina. Segons les memòries de William Ellis del 1838, en la societat malgaix es prohibia a un hova casar-se amb un noble o amb un esclau, així com amb un zaza-hova. L'excepció, segons Ellis, era la reina, que podia casar-se amb qualsevol persona de qualsevol estrat, inclosos els hoves, i els seus fills es consideraven reials.